# Rio Piauí (Sergipe)
O rio Piauí é um curso de água intermitente que banha o estado de Sergipe.
É a segunda maior bacia hidrográfica do estado, com 132 km de extensão. Sua nascente está localizada em Riachão do Dantas. Este rio banha os municípios de Lagarto, Estância, Boquim e Arauá. O mesmo deságua no oceano Atlântico, junto com o rio Real.